# Lubuk Belimbing I
Lubuk Belimbing I is een bestuurslaag in het regentschap Rejang Lebong van de provincie Bengkulu, Indonesië. Lubuk Belimbing I telt 1599 inwoners (volkstelling 2010).